# Communauté de communes du Pays de Courtomer
La communauté de communes du Pays de Courtomer est une ancienne communauté de communes française, située dans le département de l'Orne et la région Basse-Normandie.

## Histoire
La communauté de communes du Pays de Courtomer est créée par un arrêté préfectoral du 26 décembre 1995. Le 1er janvier 2007, la commune du Ménil-Guyon adhère à l'intercommunalité.
Le 1er janvier 2013, la communauté de communes fusionne avec la communauté de communes du Pays Mêlois pour donner naissance à la communauté de communes de la Vallée de la Haute Sarthe.

## Composition
La communauté regroupait treize communes du canton de Courtomer :
1. Brullemail
2. Le Chalange
3. Courtomer
4. Ferrières-la-Verrerie
5. Gâprée
6. Godisson
7. Le Ménil-Guyon (2007)
8. Le Plantis
9. Saint-Agnan-sur-Sarthe
10. Saint-Germain-le-Vieux
11. Saint-Léonard-des-Parcs
12. Tellières-le-Plessis
13. Trémont

## Administration
| Période      | Période       | Identité             | Étiquette | Qualité                              |
| ------------ | ------------- | -------------------- | --------- | ------------------------------------ |
| janvier 1996 | avril 2001    | Régis Cusinberche    | RPR       | Maire du Plantis, conseiller général |
| avril 2001   | juillet 2004  | Jean-Claude Fournier |           | Ancien maire de Courtomer            |
| juillet 2004 | décembre 2012 | Michel Beslin        |           | Maire de Trémont                     |